# Ochtertyre
Ochtertyre (en gaélique : Uachdar Thìre) est un village du Perth and Kinross, en Écosse. Sa population est d'environ 1000 habitants. Un de ses habitants les plus célèbres est le capitaine James Dundas (en), titulaire de la Croix de Victoria pour ses états de service en Afghanistan en 1879.
Situé sur une hauteur dominant le Loch Monzievaird (en), il conserve notamment les ruines du château de Cluggy (Castle Cluggy) et un manoir du XVIIIe siècle. Bâti entre 1784 et 1790 pour la famille Murray, il appartient désormais au millionnaire Brian Souter (en). Considéré comme un monument en péril, l'ensemble formé par l'église de la vieille paroisse (Old Parish Church) et le mausolée d'Ochtertyre (Ochtertyre Mausoleum) date de 1809 et est un témoignage du style néo-perpendiculaire. Il est aujourd'hui en ruines et fermé à la visite en raison de son état dangereux (« poor condition »).